# 朱塞佩·卡萨里
朱塞佩·卡萨里（義大利語：Giuseppe Casari，1922年4月10日—2013年11月12日），意大利男子足球运动员，场上位置是守门员。他曾代表意大利参加1950年国际足联世界杯。他也曾参加1948年夏季奥林匹克运动会。